# Wereldbol van Da Vinci
De wereldbol van Da Vinci, voorheen bekend als de Ostrich Egg Globe of Struisvogelei-globe, is een Italiaans Renaissance-object van historische betekenis. Het is mogelijk ontworpen door Leonardo da Vinci. Het dateert van ca. 1504 en het is de eerste gekende wereldbol die de Nieuwe Wereld laat zien. Het is het prototype van de globe van Hunt-Lenox, die in rood koper gegoten is. De wereldbol werd ontdekt door de Belg Stefaan Missinne toen ze in 2012 op een verkoop in Londen werd gepresenteerd.

## Context
Een wereldkaart van Leonardo da Vinci uit 1503 (in de Codex Arundel, momenteel behorend tot de British Library) die Afrika en de Nieuwe Wereld toont zou een voorbereidende tekening kunnen zijn voor de globe. Dit zou bewijzen dat Leonardo op de hoogte was van de ontdekking van Amerika door Christoffel Columbus. De Struisvogelei-globe, die dateert uit circa 1504, zou de eerste wereldbol in de geschiedenis kunnen zijn die de Nieuwe Wereld toont. 

## Beschrijving
De holle wereldbol bestaat uit twee samengevoegde onderste helften van twee struisvogeleieren. In de onderste helft van de wereldbol is er een tegengewicht van calcium dat met eiwit verlijmd toegevoegd is om de bol rechtop te houden omdat deze geen gestel heeft.
De schaal van de wereldbol is 1:80.000.000 en de diameter is ongeveer 11,2 cm. Hij weegt 134 gram. De noord-zuidas is verticaal en weerspiegelt de filosofische gedachte van Aristoteles. De tweelingbroer van Da Vinci's wereldbol, de globe van Hunt-Lenox (in bezit van de New York Public Library), is een afgietsel van rood koper en was bestemd om als aarde in het midden van een armillaire sfeer opgenomen te worden. De struisvogelei-globe toont veel afbeeldingen, waaronder schepen, een vulkaan, zeelieden, een monster, golven, bergen, rivieren, kustlijnen en een onbekend driehoekig anagram.

## Ontdekking en herkomst

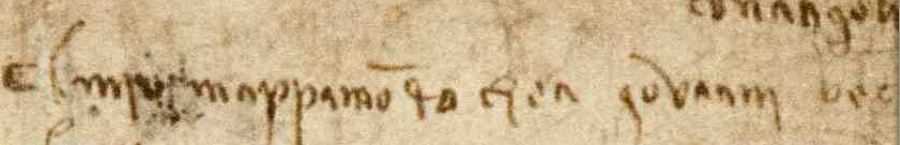
Leonardo schrijf: "El mio mappamondo che ha Giovanni Benci" ("Mijn wereldbol die Giovanni Benci heeft") in de Codex Atlanticus pagina 331 recto, daterend van 1504.

De wereldbol werd op 16 juni 2012 op de London Map Fair te koop aangeboden. Deze Fair werd gehouden in de Royal Geographical Society, waar hij ten onrechte werd gepresenteerd als een scrimshaw uit de 19e eeuw. Bij deze gelegenheid werd de globe door de onderzoeker Stefaan Missinne ontdekt. De gelijkenis met de Lenox Globe werd in 2012 bevestigd door de voormalige president van de Coronelli Society, prof. Rudolf Schmidt, en bevestigd door kunstkenner aartshertog Dr. Géza von Habsburg in 2013. In augustus 2012 publiceerde Discover een van de eerste populairwetenschappelijke artikelen over deze wereldbol.
De analyse van de Italiaanse expert Elisabetta Gnignera toont aan dat het kapsel van een verdrinkende zeeman, die in een van de gravures op de wereldbol voorkomt, verenigbaar is met de datum en de herkomst van de wereldbol. Missinne leverde het bewijs dat de gravure van een schip in de zuidelijke Indische Oceaan identiek is aan het model van een schip afgebeeld in een codex van Francesco di Giorgio Martini, gemaakt tussen 1487 en 1490. Leonardo bezat deze codex en het is het enige bekende manuscript met persoonlijke aantekeningen van hem.
Op de onderste helft van de wereld bevindt zich een druppel van rood koper die arseen bevat. Wanneer deze chemische stof wordt toegevoegd aan koper blijft de kleur rood; dit proces om de rode patina te behouden is in de renaissance alleen door Leonardo beschreven. De visuele observatie van de Lenox Globe lijkt dit te bevestigen, omdat deze globe geen groene of zwarte patina vertoont, wat normaal gebeurt met koper bij blootstelling aan lucht. De authenticiteit van het materiaal van de wereldbol van Da Vinci werd in 2016 geverifieerd door vergelijking met een zoölogische struisvogeleierschaal met behulp van ramanspectroscopieanalyse. In het verificatierapport wordt geconcludeerd dat de wereldbol van Da Vinci bestaat uit een natuurlijke struisvogeleierschaal.

## Aanvullende lectuur
- L. Salvatelli, J. Constable, Riflessi (ed enigmi) in una sfera di vetro, in Medioevo, 279 (2020), p. 12-16.
- L. Salvatelli, J. Constable, Some Notes on Magnifying Globes and the Salvator Mundi.